# I film della nostra infanzia
I film della nostra infanzia (The Movies That Made Us) è una serie documentaristica statunitense, creata da Brian Volk-Weiss, spin off della serie I giocattoli della nostra infanzia .
I primi quattro episodi della serie sono usciti in streaming su Netflix il 29 novembre 2019.  Il 1º dicembre 2020 vengono presentati due episodi speciali dedicati ai film delle vacanze, mentre il 23 luglio 2021 vengono pubblicati altri 4 episodi. 

## Trama
La prima stagione racconta i retroscena dei film Dirty Dancing - Balli proibiti, Mamma, ho perso l'aereo, Ghostbusters - Acchiappafantasmi e Trappola di cristallo.
Nel 2020 vengono pubblicati due episodi speciali dedicati ai film delle feste, nello specifico a Elf - Un elfo di nome Buddy e Nightmare Before Christmas.
Nel luglio 2021 vengono pubblicati altri 4 episodi, dedicati a Ritorno al futuro, Pretty Woman, Jurassic Park e Forrest Gump.
Ad ottobre 2021 appare la terza stagione (in cui vengono inglobati i due episodi speciali delle feste), con sei episodi dedicati a Nightmare - Dal profondo della notte, RoboCop, Aliens - Scontro finale, Il principe cerca moglie, Venerdì 13 e Halloween - La notte delle streghe

## Episodi
| Stagione                  | Episodi | Pubblicazione USA | Pubblicazione Italia |
| ------------------------- | ------- | ----------------- | -------------------- |
| Prima stagione            | 4       | 2019              | 2019                 |
| Speciale film delle feste | 2       | 2020              | 2020                 |
| Seconda stagione          | 4       | 2021              | 2021                 |
| Terza stagione            | 6       | 2021              | 2021                 |